# Francisco Javier Farinós Zapata
Francisco Javier Farinós Zapata més conegut esportivament i simple com a Farinós és un exfutbolista nascut a València el 29 de març de 1978. Jugava a la posició de migcampista. Va ser internacional amb la selecció valenciana de futbol.

## Trajectòria
Iniciat a la professionalització als juvenils del València CF. De fet es va iniciar al futbol professional de la mà del València B a la 2a Divisió B. Va passar al primer equip a la temporada 1996-97. Arribant a integrar el plantell del València CF des de la temporada 96-97 fins a la 1999-2000. On va arribar a destacar esportivament després de grans demostracions de bon futbol igualment a la Lliga espanyola com a Champions League o altres competicions, arribant a interessar-se pel seu fitxatge diversos clubs europeus.
A la temporada 2000-2001 fou traspassat l'Inter de Milà on va estar fins a la temporada 2002-2003, darrere del que va passar una temporada dins del Vila-real CF retornant novament al Inter a la 03-04. Fou transferit al Reial Mallorca a la temporada 2004-2005. Posteriorment ha militat a diversos equips valencians, com l'Hèrcules, el Llevant UE i de nou el Vila-real CF, on es va retirar.

## Títols
- Copa Intertoto de la UEFA, 1998 (València C.F)
- Copa del Rei, 1999 (València C.F)
- Supercopa d'Espanya de futbol, 1999 (València C.F)
- Subcampió Champions League o d'Europa, 2000 (València C.F)
- Subcampió de Segona Divisió i Ascens a Primera Divisió, 2010 (Hèrcules CF)